# 寺垣武
寺垣武（てらがき たけし、1924年 - 2017年）は日本の機械技術者。埼玉県出身。

## 人物
中学2年（16歳）のとき、爆撃機から投下される爆弾の命中精度を上げる装置を開発。太平洋戦争中（20代はじめ）は兵器の開発に携わり、戦後は日本電気 (NEC)、リコー、オーディオテクニカ、キヤノンなど国内大手製造業の技術顧問を経歴に持つ。1979年からオーディオ機器の開発にのめりこみ、「レコード盤の表面粗さ計測器」と評される精度を追求した「寺垣プレーヤー」を開発。
従来のスピーカーで一般的に利用されるコーン紙を使わず、独自のパネルから音を発する「寺垣スピーカー」（物質波または波動スピーカー）の開発を行う。
個人で30年にも及ぶ、スピーカーの研究・試作を続けてきたが、「寺垣スピーカー」を製造販売する会社として、2006年に株式会社TMT Japanの技術顧問に、2008年8月には、株式会社Teragaki-Laboを設立し会長に就任する。